# Канесе Кривошеин, Рикардо
Рикардо Николас Канесе Кривошеин (исп. Ricardo Nicolás Canese Krivoshein; род. 25 июля 1955, Асунсьон) — парагвайский политик. Сын микробиолога Аркимедеса Канесе и лингвиста Наталии Кривошеин, внук Николая Кривошеина, правнук Григория Кривошеина.

## Биография
Получил образование на инженерном факультете Национального университета Асунсьона, среди основателей которого был его дед. Получив диплом в 1975 году, работал на строительстве гидроэлектростанции Итайпу.
В 1977 году эмигрировал в Нидерланды и начал печатно выступать с коррупционными обвинениями в адрес консорциума CONEMPA, осуществлявшего парагвайскую часть работ по возведению ГЭС Итайпу. В 1983 году получил возможность вернуться в Парагвай. Опубликовал ряд книг по энергетике, в том числе связанных с той же гидроэлектростанцией: в их числе «Предварительные соображения о том, что делать с энергией Итайпу» (исп. Ideas preliminares sobre el qué hacer con la energía de Itaipú; 1981), «Итайпу и энергетический вопрос в Парагвае» (исп. Itaipú y la cuestión energética en el Paraguay; 1983), «Итайпу: зависимость или развитие» (исп. Itaipú: dependencia o desarrollo; 1985, с Луисом Мауро) и др. В 1985—1992 гг. преподавал различные технические дисциплины на факультете наук и технологий Католического университета Асунсьона.
На президентских выборах 1993 года был выдвинут кандидатом от социалистическо-демократического блока, состоявшего из Христианско-демократической партии и Гуманистической партии Парагвая. Получил на выборах 1,998 голосов (0.17 %).
В ходе избирательной кампании 1992—1993 гг. Канесе публично обвинил в коррупции при строительстве гидроэлектростанции Итайпу своего соперника Хуана Карлоса Васмоси, возглавлявшего консорциум CONEMPA с 1975 г. В итоге Васмоси был избран президентом, а консорциум подал на Канесе в суд за диффамацию. В 1994 г. суд признал Канесе виновным и приговорил к четырём месяцам тюрьмы и денежному штрафу. В 1998 г. группа юристов и ряд организаций подали жалобу по делу Канесе в Межамериканскую комиссию по правам человека. В 2002 г. Верховный суд Парагвая удовлетворил апелляцию Канесе и освободил его от всех обвинений в связи с тем, что законодательство частично изменилось, а судебное разбирательство 1994 года не было полным и непредвзятым (к этому времени противник Канесе и бывший президент страны Васмоси уже был, в свою очередь, приговорён к четырём годам тюрьмы за коррупцию). В 2004 г. Межамериканский суд по правам человека постановил, что права Канесе на справедливое судебное разбирательство, свободу слова и др. были нарушены, и присудил выплатить ему денежную компенсацию в объёме 35000 долларов США.
С 2001 г. профессор кафедры финансового управления инженерного факультета Национального университета Асунсьона. С 2008 года по настоящее время депутат Парламента Меркосур — парламентской ассамблеи стран Меркосур (переизбирался в 2013 и 2018 гг., представляет левую коалицию Фронт Гуасу).
Брат — поэт и биолог Хорхе Канесе, сестра — Марта Канесе Кривошеин (род. 1953), художница.